# Santo Antão (Évora)
A Freguesia de Santo Antão foi uma freguesia portuguesa do Município de Évora com 0,27 km² de área e 1 323 habitantes em 2011 (densidade: 4 529,6 hab./km²). A freguesia abrangia um território intra-muros da cidade, no espaço compreendido entre a Rua dos Mercadores e a Rua José Elias Garcia (antiga Rua da Lagoa). A sua origem oficial, como freguesia, remonta ao século XVI, quando o cardeal D. Henrique, Arcebispo de Évora, mandou edificar a Igreja Paroquial de Santo Antão, no exacto local onde se erguia a velha Ermida de Santo Antoninho, obra que originou a demolição do Arco do Triunfo romano. Aqui se situa a famosa Praça do Giraldo, com o seu Chafariz da Praça do Giraldo, fonte mandada edificar pelo então arcebispo de Évora, o cardeal D. Henrique.
Foi extinta em 2013, no âmbito de uma reforma administrativa nacional, para, em conjunto com Sé e São Pedro e São Mamede, formar uma nova freguesia denominada União das Freguesias de Évora (São Mamede, Sé, São Pedro e Santo Antão) com a sede em São Mamede.

## População
| População da Freguesia de Évora (Santo Antão) | População da Freguesia de Évora (Santo Antão) | População da Freguesia de Évora (Santo Antão) | População da Freguesia de Évora (Santo Antão) | População da Freguesia de Évora (Santo Antão) | População da Freguesia de Évora (Santo Antão) | População da Freguesia de Évora (Santo Antão) | População da Freguesia de Évora (Santo Antão) | População da Freguesia de Évora (Santo Antão) | População da Freguesia de Évora (Santo Antão) | População da Freguesia de Évora (Santo Antão) | População da Freguesia de Évora (Santo Antão) | População da Freguesia de Évora (Santo Antão) | População da Freguesia de Évora (Santo Antão) | População da Freguesia de Évora (Santo Antão) |
| --------------------------------------------- | --------------------------------------------- | --------------------------------------------- | --------------------------------------------- | --------------------------------------------- | --------------------------------------------- | --------------------------------------------- | --------------------------------------------- | --------------------------------------------- | --------------------------------------------- | --------------------------------------------- | --------------------------------------------- | --------------------------------------------- | --------------------------------------------- | --------------------------------------------- |
| 1864                                          | 1878                                          | 1890                                          | 1900                                          | 1911                                          | 1920                                          | 1930                                          | 1940                                          | 1950                                          | 1960                                          | 1970                                          | 1981                                          | 1991                                          | 2001                                          | 2011                                          |
| 2 628                                         | 2 838                                         | 3 243                                         | 3 579                                         | 3 731                                         | 3 599                                         | 4 278                                         | 4 570                                         | 4 404                                         | 3 904                                         | 3 035                                         | 2 850                                         | 2 068                                         | 1 473                                         | 1 323                                         |

## Património
- Castelo de Évora
- Chafariz da Praça do Giraldo
- Convento de Nossa Senhora das Mercês
- Convento de Santa Clara
- Convento de Santa Marta
- Convento de São Domingos
- Convento de São Paulo
- Convento do Monte Calvário
- Convento do Salvador
- Igreja de Santo Antão
- Igreja de São Tiago
- Muralha medieval de Évora ou Muralha Fernandina de Évora
- Teatro Garcia de Resende
- Palácio dos Morgados da Mesquita
- Praça do Giraldo